# Детройт-Лейкс (Міннесота)
Детройт-Лейкс (англ. Detroit Lakes) — місто (англ. city) в США, в окрузі Бекер штату Міннесота. Населення — 9869 осіб (2020).

## Географія
Детройт-Лейкс розташований за координатами 46°48′16″ пн. ш. 95°50′30″ зх. д. / 46.80444° пн. ш. 95.84167° зх. д. (46.804373, -95.841743).  За даними Бюро перепису населення США в 2010 році місто мало площу 39,36 км², з яких 26,47 км² — суходіл та 12,89 км² — водойми.

### Клімат
| Клімат : Детройт-Лейкс     | Клімат : Детройт-Лейкс | Клімат : Детройт-Лейкс | Клімат : Детройт-Лейкс | Клімат : Детройт-Лейкс | Клімат : Детройт-Лейкс | Клімат : Детройт-Лейкс | Клімат : Детройт-Лейкс | Клімат : Детройт-Лейкс | Клімат : Детройт-Лейкс | Клімат : Детройт-Лейкс | Клімат : Детройт-Лейкс | Клімат : Детройт-Лейкс | Клімат : Детройт-Лейкс |
| Показник                   | Січ.                   | Лют.                   | Бер.                   | Квіт.                  | Трав.                  | Черв.                  | Лип.                   | Серп.                  | Вер.                   | Жовт.                  | Лист.                  | Груд.                  | Рік                    |
| Абсолютний максимум, °C    | 12,8                   | 15,0                   | 23,3                   | 36,7                   | 36,1                   | 37,8                   | 41,7                   | 38,3                   | 36,7                   | 32,2                   | 22,2                   | 15,6                   | 41,7                   |
| Середній максимум, °C      | −7,2                   | −3,3                   | 2,8                    | 13,3                   | 20,6                   | 25,6                   | 27,8                   | 27,2                   | 21,7                   | 13,3                   | 3,3                    | −5,6                   | 11,6                   |
| Середній мінімум, °C       | −18,9                  | −16,1                  | −8,3                   | −0,6                   | 7,2                    | 12,8                   | 15,6                   | 14,4                   | 8,3                    | 1,7                    | −6,1                   | −15                    | −0,4                   |
| Абсолютний мінімум, °C     | −42,8                  | −43,3                  | −40                    | −23,9                  | −9,4                   | −2,2                   | 0,6                    | 0,0                    | −8,3                   | −17,2                  | −33,3                  | −40,6                  | −43,3                  |
| Норма опадів, мм           | 19                     | 14                     | 29                     | 39                     | 75                     | 112                    | 102                    | 93                     | 77                     | 64                     | 28                     | 16                     | 670                    |
| -------------------------- | ---------------------- | ---------------------- | ---------------------- | ---------------------- | ---------------------- | ---------------------- | ---------------------- | ---------------------- | ---------------------- | ---------------------- | ---------------------- | ---------------------- | ---------------------- |
| Джерело: usclimatedata.com |                        |                        |                        |                        |                        |                        |                        |                        |                        |                        |                        |                        |                        |

## Демографія
Згідно з переписом 2010 року, у місті мешкало 8569 осіб у 3864 домогосподарствах у складі 2093 родин. Густота населення становила 218 осіб/км².  Було 4535 помешкань (115/км²).
Расовий склад населення:
| - 90,6 % — білих - 4,4 % — корінних американців - 0,8 % — азіатів - 0,7 % — чорних або афроамериканців - 0,1 % — вихідців з тихоокеанських островів |

До двох чи більше рас належало 2,9 %. Частка іспаномовних становила 1,6 % від усіх жителів.
За віковим діапазоном населення розподілялося таким чином: 22,0 % — особи молодші 18 років, 56,2 % — особи у віці 18—64 років, 21,8 % — особи у віці 65 років та старші. Медіана віку мешканця становила 41,6 року. На 100 осіб жіночої статі у місті припадало 89,4 чоловіків;  на 100 жінок у віці від 18 років та старших — 85,5 чоловіків також старших 18 років.
Середній дохід на одне домашнє господарство  становив 56 363 долари США (медіана — 38 627), а середній дохід на одну сім'ю — 73 556 доларів (медіана — 56 305). Медіана доходів становила 38 633 долари для чоловіків та 34 365 доларів для жінок. За межею бідності перебувало 18,5 % осіб, у тому числі 25,5 % дітей у віці до 18 років та 9,4 % осіб у віці 65 років та старших.
Цивільне працевлаштоване населення становило 4153 особи. Основні галузі зайнятості: освіта, охорона здоров'я та соціальна допомога — 29,0 %, роздрібна торгівля — 18,9 %, виробництво — 12,2 %, мистецтво, розваги та відпочинок — 11,5 %.

## Відомі особистості
У місті народився:
- Дейв Райкерт (* 1950) — американський політик.